# Regular ordinary swedish meal time
Regular Ordinary Swedish Meal Time (ROSMT) és un show de cuina sueca. Els seus vídeos són coneguts per cuinar plats tradicionals del país amb violència, enfocat des d'un punt de vista humorístic. Aquests vídeos estan inspirats en un altre show de cuina anomenat Epic Meal Time, que és produït al Canadà. El juny de 2016 van cumular 96,2 milions de visites, amb una mitjana diària de 14.500 visites.
La sèrie es va començar a Umeå (Suècia) per Niclas Lundberg i Isaac Anklew. Van crear el primer èxit, Spaghetti Explosion que va motivar l'equip per crear un segon vídeo, Meatball Massacre, l'episodi més exitós el 2011 poc després de la seva publicació va tenir més de 3,6 milions de visites.